# 16167 Оертлі
16167 Оертлі (16167 Oertli) — астероїд головного поясу, відкритий 5 січня 2000 року.
Тіссеранів параметр щодо Юпітера — 3,545.